# Préambule (littérature)
Pour les articles homonymes, voir Préambule.

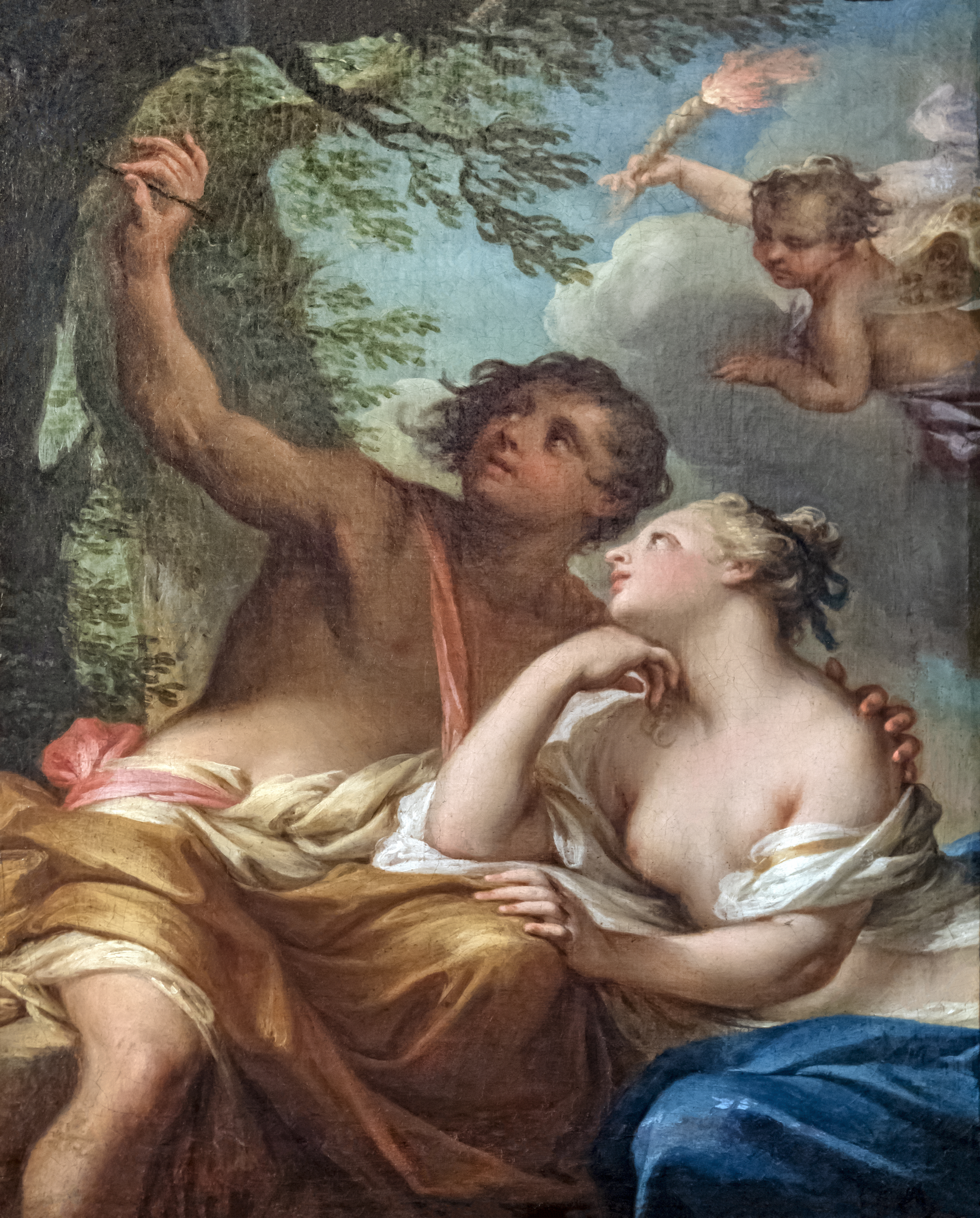
L’Orlando furioso de L’Arioste.

Un préambule, du latin præ : devant, et ambulare : aller, est une sorte d’exorde placé en tête d’un écrit.
Les anciens l’appelèrent aussi proème, proœmium, du grec προ (pro) : avant, et οιμος (oimos) : chemin. Le préambule diffère de la préface en ce qu’il est plus intimement lié au sujet, et n’a pas pour but l’apologie du travail de l’auteur.
Le préambule est un éclaircissement préliminaire plus ou moins utile, il donne un avant-goût de l’ouvrage, en marque le caractère et la portée, ou résume les événements accomplis antérieurement au récit.
Le préambule doit être court et net. On cite parmi les modèles de préambules ceux des Dialogues de Platon et ceux des ouvrages didactiques de Cicéron, le début des Histoires de Tacite, celui de la Vie d’Agricola, ceux de l'Histoire naturelle de Pline, des Vies de Plutarque, etc.
Dans les grandes compositions poétiques, des préambules placés au début des divers chants coupent le récit et y introduisent de la variété. L’usage en remonte aux anciens aèdes ou rhapsodes grecs, qui faisaient précéder du prélude, spécialement appelé proœmium, leurs récitations épiques.
L’Arioste, dans son Orlando furioso, a excellé dans ces exordes répétés.
Au nombre des préambules littéraires, on mentionne les ingénieuses entrées en matière de la plupart des contes de La Fontaine et de beaucoup de ses fables, notamment le début de la fable complexe du livre X, exposant la philosophie de Descartes.

## Source
- Gustave Vapereau, Dictionnaire universel des littératures, Paris, Hachette, 1876, p. 1643-4